# 샘 존스 3세
샘 존스 3세(Sam Jones III, 1983년 4월 29일 ~ )는 미국의 배우이다.

## 출연 작품
- 블루 마운틴 스테이트: 더 라이즈 오브 사드랜드 (2016)
- 블루 마운틴 스테이트 1 (2010)
- 홈 오브 더 브레이브 (2006)
- 글로리 로드 (2006)
- 지그재그 (2002)
- 나이트메어 룸 (2001)
- 스나이피스 (2001)
- 스몰빌 (2001)
- CSI 라스베가스 시즌1 (2000)
- ER (1994)